# عقد 160 هـ
عقد 160 هـ هو الفترة بين عام 160 إلى 169 في التقويم الهجري، أي العشر سنوات السابعة من القرن الثاني الهجري.